# Hora (Nymphe)
Hora ist in der griechischen Mythologie eine Nymphe, die mit Zeus den gemeinsamen Sohn Kolaxes zeugte. Sie soll in Scythien an der Mündung des Tibisis in den Marisos in Gestalt einer halben Schlange gelebt haben.
Diese von Gaius Valerius Flaccus wiedergegebene Abstammung des Kolaxes beruht vermutlich auf einer Kombination zweier Abstammungen bei Herodot: Nach der einen ist Kolaxes einer von drei Söhnen des Targitaos, der wiederum von Zeus und einer Nymphe stammt, nach der anderen ist er einer von drei Söhnen, die Herakles mit einem Wesen gezeugt hatte, das halb Mädchen, halb Schlange war. Der jüngste dieser drei Söhne war Skythes, der Stammvater der Skythen.
Kolaxes wurde König des mazedonischen Volkes der Bisalter, welches zum Andenken an der Herkunft ihres Königs Blitze auf ihren Schilden geführt haben soll.